# 경익버스

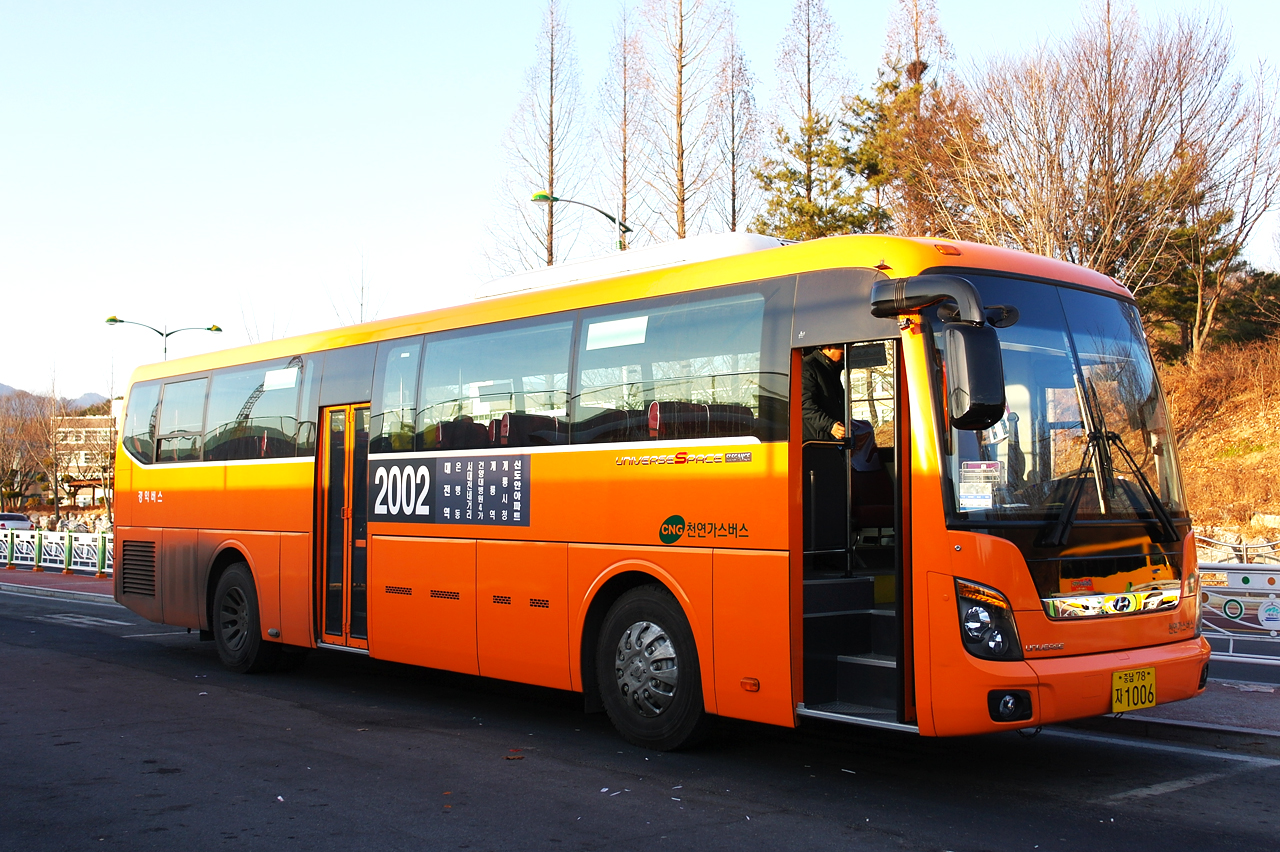
경익버스 2002번

경익버스(慶益―)는 충청남도 계룡시의 시내버스 회사이다. 계열사로는 대전광역시 유성구의 시내버스 회사인 경익운수가 있다.

## 주요 연혁
- 2013년 11월 1일: 대전광역시 유성구의 시내버스 회사인 경익운수가 계룡시내버스 사업자 선정과 동시에 경익운수의 계열사로 충청남도 계룡시 금암동에서 회사를 창업하였다.
- 2013년 12월 17일: 본사를 계룡시 엄사면 소라실길 8로 이전하였다.
- 2014년 8월 20일: 본사를 현 위치인 계룡시 두마면 팥거리1길 42-4에 신축하여 이전하였다.
- 2017년 1월 2일: 200번 버스가 45번 버스와 통합되었다.
- 2018년 9월 3일: 47번 버스가 일부시간에 한해서 서남부터미널까지 운행한다.

## 운행 노선
2024년 5월 기준이다.
| 운행업체 | 보유 노선수 | 면허 대수 | 등록 대수 |
| -------- | ----------- | --------- | --------- |
| 경익버스 | 7           | 21        | 21        |

### 시내버스
- ● 43번: 서남부터미널 ~ 입암리
- ● 45번: 건양대병원 ~ 도곡리
- ● 47번: 건양대병원/서남부터미널 ~ 농소리
- ● 48번: 충대농대 ~ 두마면사무소
- ● 100번: 입암리 ~ 품안마을
- ● 300번: 무상사 ~ 더샵아파트
- ● 3002번: 한라비발디아파트 ~ 세종고속시외버스터미널

### 직행좌석버스
- ● 2002번: 대전역 동광장 ~ 신도안면(경익운수, 한일버스, 대전운수의 ● 간선버스 202번과 교차 운행)

## 보유 차량
전 차량이 우진산전과 현대자동차의 버스 차종으로 운행하고 있다.
- 현대 카운티 디젤
- 현대 그린시티
- 현대 뉴 슈퍼 에어로시티
- 일렉시티 타운
- 우진산전 아폴로 1100

## 같이 보기
- 경익운수
- 대전시내버스
- 계룡시내버스